# Schleifring

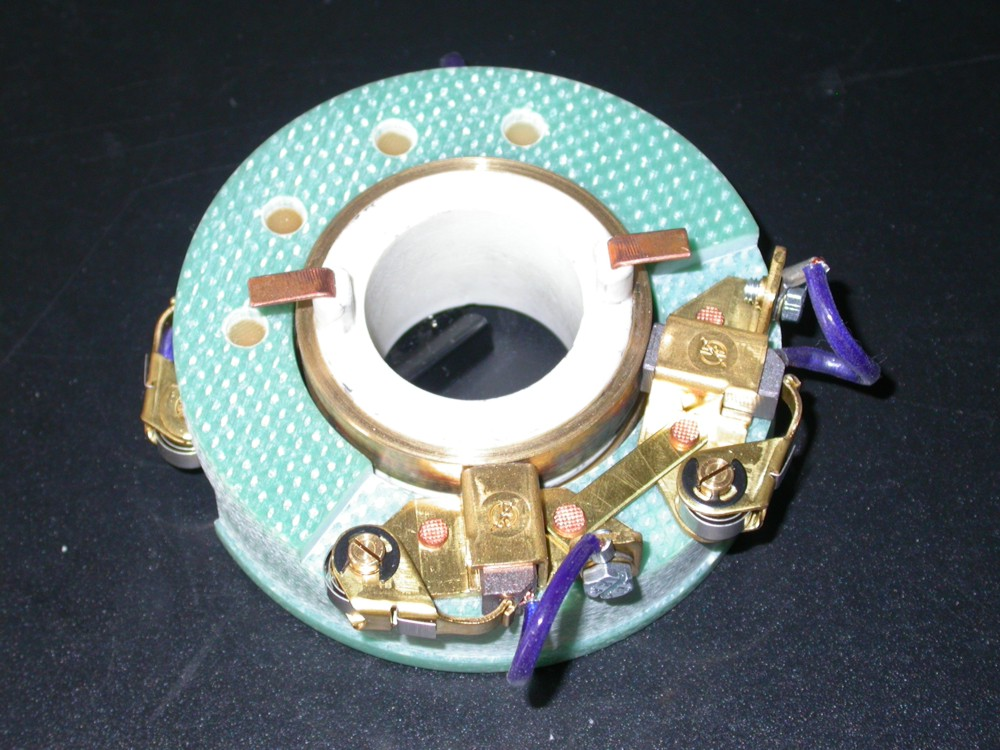
Schleifringeinheit eines Elektromotors

Der Schleifring ist eine Baugruppe der Elektromechanik und bildet zusammen mit der sogenannten Bürste einen Gleitkontakt. Er ermöglicht eine elektrische Leistungs- oder Signalübertragung zwischen gegeneinander rotierenden Bauteilen.

## Allgemeines
Zu den wichtigsten Werkstoffen, die bei Schleifringen verwendet werden, zählen Messing, Bronze, Edelstahl, Edelmetalle und Kohle, auch Sintermaterialien sind möglich. Während die metallischen Schleifringe in erster Linie zur Hochstromübertragung geeignet sind, bieten Schleifringe auf Kohlenstoffbasis oder auf der Basis einer Materialpaarung mit Edelmetallen wie z. B. Gold Vorteile bei der Übertragung kleiner elektrischer Leistungen. Sie sind verschleißärmer und widerstandsfähiger. Neben den allgemeinen Anforderungen wie Verschleißarmut und Kontaktgüte spielen die konkreten Einsatzbedingungen und geforderten Übertragungsleistungen für die Auslegung eine große Rolle.

## Anwendungen

### Energietechnik

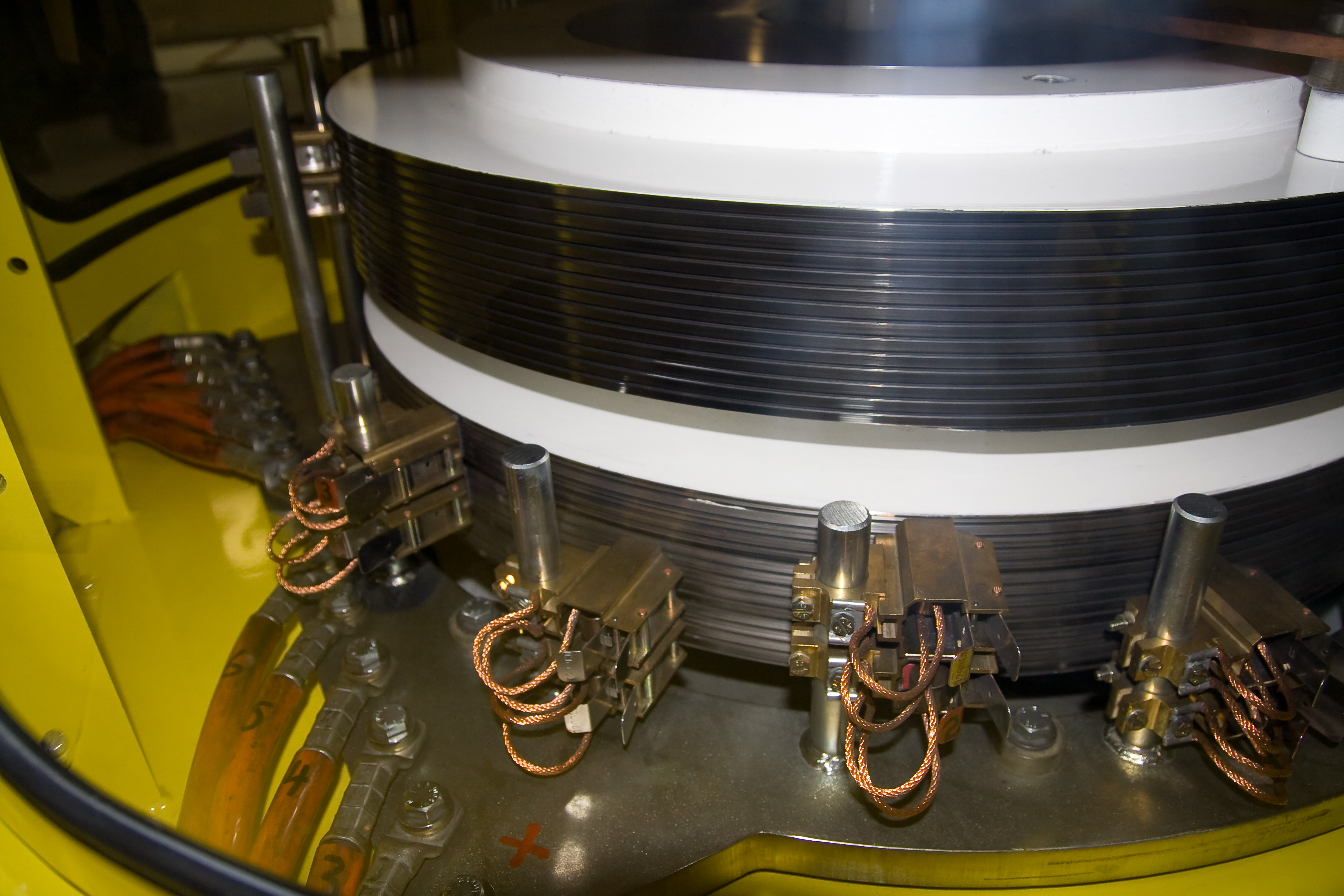
Schleifringe und parallel geschaltete Kohlebürsten zur Erhöhung der Stromtragfähigkeit auf dem Rotor eines Synchrongenerators

Schleifringe werden im Bereich der elektrischen Energietechnik in vielen rotierenden elektrischen Maschinen wie dem Schleifringläufermotor oder bei fremderregten Synchrongeneratoren eingesetzt. Das Spektrum reicht bis zu elektrischen Strömen von einigen kA, dabei werden mehrere Bürsten zur Steigerung der Stromtragfähigkeit parallel geschaltet. Im Bereich der Elektroinstallation werden Schleifringe in Kabeltrommeln verwendet, die unter der Bezeichnung „Stromschnellangriff“ in Fahrzeugen der Feuerwehren verbaut sind.
In der Galvanotechnik werden beim Verchromen oder Verzinken von Oberflächen Schleifkontakte bei Strömen bis zu 20 kA eingesetzt. Bei diesen hohen Übertragungsleistungen herrschen extreme Bedingungen: Die Bäder sind stark sauer oder basisch und die Reaktionen finden bei erhöhten Temperaturen statt.
Bei Windkraftanlagen dienen Schleifringe, abseits der rotierenden elektrischen Maschine, unter anderem auch dem Blitzschutz. Dabei werden die rotierenden Teile über Schleifringe elektrisch mit der fest stehenden Erdungsanlage verbunden. Ohne Schleifringe käme es bei einem Blitzeinschlag in die exponierten Rotorblätter zu einem Überschlag bzw. Lichtbogen im Bereich der mechanischen Lager. Die Folge wäre ein Lagerschaden durch unerwünschte Schweißverbindungen in zueinander bewegten Maschinenelementen.
Schleifringe finden auch im Bereich der Raumfahrt Anwendung, beispielsweise bei Stellantrieben für Solarzellenausleger. Des Weiteren findet man Schleifringe in elektromagnetischen Kupplungen. Diese versorgen die Spule mit Strom und ermöglichen so das Schalten.

### Signalübertragung

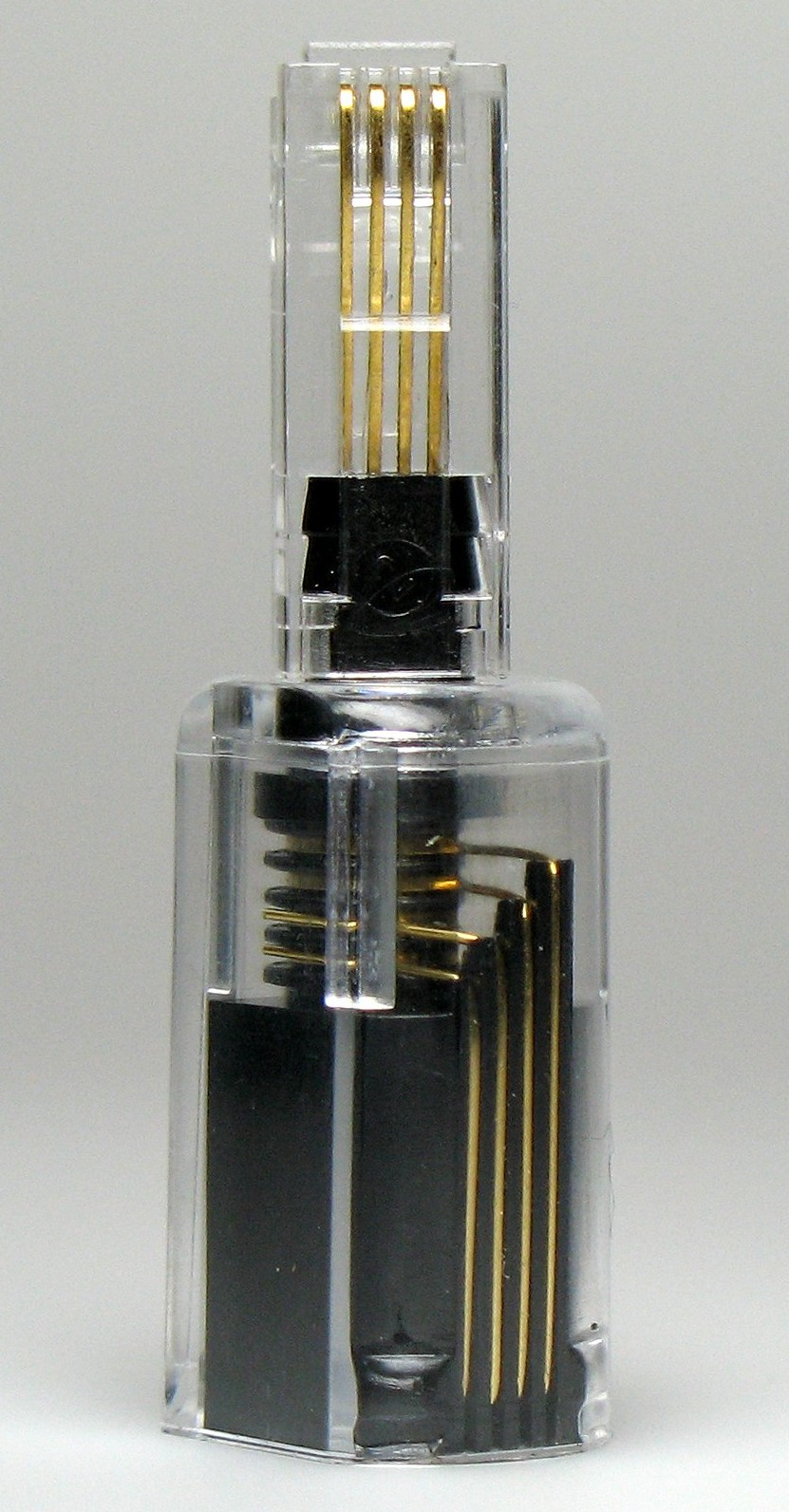
Schleifringsystem für verdrehbare RJ-Steckverbindungen

Bei Signalübertragung kommen häufiger komplexe Schleifringsysteme mit einer hohen Polzahl zur Anwendung. Diese Systeme werden auch als „Schleifringübertrager“ oder „Schleifringkörper“ bezeichnet.
Schleifringsysteme dienen zur Signal- und Energieübertragung in Radaranlagen mit rotierenden Antennen oder im Bereich der Medizintechnik bei Geräten wie der Computertomographie. 
Auch bei der Automatisierungstechnik und Industrie 4.0 sind Schleifringkörper heute nicht mehr wegzudenken. Gerade für die Übertragung von Ethernet, verschiedene BUS-Systeme oder Internetsignale übernehmen die Bauteile eine wichtige Funktion.
Komfortanwendungen sind unter anderem „Telefonkabelentwirrer“, die als zusätzliches Verbindungsstück zwischen Telefonhörer und der Wendel-Telefonschnur an der RJ-Steckverbindung bei Festnetztelefonen angebracht werden. Damit wird verhindert, dass sich das herkömmliche spiralförmige Telefonkabel zum Telefonhörer bei wiederholter Benutzung des Hörers unerwünscht verknotet bzw. verdreht.

## Alternativen
Alle Schleifringsysteme haben das Problem der dauerhaft zuverlässigen elektrischen Kontaktgabe, da es bei allen Schleifkontakten durch einen prinzipbedingten Abrieb zum Verschleiß kommt.
Alternativen, die den Verschleiß nahezu vermeiden, sind u. a. der Rotationstransformator, eine spezielle Bauform eines Transformators. Diese können kontaktlos zur Signalübertragung dienen, wie beispielsweise bei der rotierenden Kopftrommel von Videorekordern dienen. In geringem Umfang können sie auch zur Energieübertragung dienen, sind dabei aber im Gegensatz zu Schleifkontakten auf Wechselspannung limitiert. Außerdem ist die magnetische Kupplung beim Rotationstransformator durch den zwangsweise vorhandenen Spalt im magnetischen Kreis zwischen dem rotierenden und dem feststehenden Teil verschlechtert.
Zur Signalübertragung können ebenso drahtlose Systeme verwendet werden, beispielsweise per Funk oder auch per Infrarot.